# ベルント・イェーガー
ベルント・イェーガー(ドイツ語: Bernd Jäger,  1951年11月18日 - )は、1976年モントリオールオリンピックに出場した東ドイツの元体操選手。 
旧東ドイツのカーラ（Kahla）生まれ。
ブルガリアのヴァルナで開催された1974年世界体操競技選手権の鉄棒で、後に「イェーガー（Jägersalto）」と名付けられた後ろ振り前方開脚宙返り懸垂を初めて行った。
その後、イェーガーは鉄棒での新技開発に拍車をかけ、続いてエーベルハルト・ギンガー、ストヤン・デルチェフらの革新が起った。